# 沖縄の産業まつり
沖縄の産業まつり（おきなわのさんぎょうまつり）は、地元では最大級の規模を持つ総合産業展である。
沖縄県を拠点とする企業、各種団体、個人の特産品や新製品が多く集まるため、県民にも馴染みがある催し物であり、1日約5万人の人が訪れる。
（社）沖縄県工業連合会や沖縄県などの実行委員会が主催する、那覇市の奥武山公園にて3日間行われる祭りである。

## 概要
名称
- 沖縄の産業まつり

開催理念
- 生産者の生産意欲の高揚と県産品に対する消費者意識の啓発に努めるとともに、時代のニーズに対応した新製品の開発と品質の向上を促進し、もって県内外市場の拡大を図り、特色ある本県産業の振興に資する。
- 全産業を網羅した総合産業展として位置づけ、幅広く県民へピーアールすることにより、県内産業に対する県民の意識を深めることとする。

会場
- 沖縄県営奥武山公園、県立武道館
  - 過去には、奥武山体育館建替えに伴い、沖縄コンベンションセンターなどを利用して、宜野湾海浜公園で開催したこともあった。

主催
- 沖縄の産業まつり実行委員会

後援
- 沖縄タイムス社
- 琉球新報社
- NHK沖縄放送局
- 琉球放送
- 琉球朝日放送
- 沖縄テレビ放送
- ラジオ沖縄
- FM沖縄
- 朝日新聞社
- 毎日新聞那覇支局
- 読売新聞西部本社
- 産経新聞社那覇支局
- 日本経済新聞社
- 共同通信社那覇支局
- 時事通信社那覇支局
- 日刊工業新聞社那覇支局

## 沿革
- 2006年10月27日・28日・29日　第30回開催。
- 2007年10月26日・27日・28日　第31回開催。
- 2008年10月24日・25日・26日　第32回開催。
- 2009年10月23日・24日・25日　第33回開催[4]。
  - 屋内展 10:00-19:00、屋外展 10:00-20:00
  - 287,900人の来場者を記録した[5]。

## テーマ
- 第30回 - 上等サー うれしいサー 言われてニッコリ県産品
- 第31回 - 美ら島生まれ キラリ輝く 県産品
- 第32回 - 県産品 ぼくの誇り わたしの安心
- 第33回 - 県産品 つながる広がる みんなの笑顔

## アクセス
車
- 那覇軍港臨時駐車場

会場とを結ぶ無料シャトルバスが運行。
公共機関
- 沖縄県営奥武山公園#アクセスを参照。